# ドラゴンクエスト 天空物語
『ドラゴンクエスト 天空物語』（ドラゴンクエスト てんくうものがたり）は、幸宮チノによる日本の漫画作品。

## 概要
ゲーム『ドラゴンクエストV 天空の花嫁』をモチーフにした作品。珍しく、ドラゴンクエストシリーズのコミックの中でゲーム（原作）の一部のみを漫画化したものである。海外においても、韓国語・中国語版が出版されている。
この漫画のストーリーは、ゲームの『ドラゴンクエストV』で、主人公（＝グランバニア王）と妻（＝王妃）が石像にされてしまっている間の8年間という、ゲーム内では詳しく語られなかった部分に相当している。
※リメイク版（PS2版・DS版）が発売される前に連載されていたため、リメイク版で追加された要素（会話システムの追加による仲間キャラの性格設定、新キャラのデボラなど）は反映されていない。
作者の幸宮チノは、本作品以前に『ドラゴンクエスト 4コママンガ劇場』にてドラゴンクエストの漫画を執筆している。そのため、一部のキャラクターは、本作品とデザインを同じくするものも存在する。

## あらすじ
グランバニア国の王子・王女であり双子であるテンとソラが、6年前に行方不明になった両親の行方の手がかりを得て、召し使いのサンチョや彼らの父親であるグランバニア王が仲間にしたモンスターたちとともに両親を探しに旅立つ。

## 登場人物

### 主要人物
テン
本作の主人公。物語開始時は6歳（後に7歳）。グランバニアの王子であるが、その自覚はまったくなく、城の住人にイタズラを繰り返す腕白小僧。天空の剣（つるぎ）に選ばれた勇者であるが、そのことに関する自覚もあまりない、のんきな性格。どちらかといえば性格は小さい頃の母親似。感情の高まりによって度々勇者の力に覚醒し、窮地を凌いでいる。物語終盤で完全に力をコントロールするようになり、天空の剣も自在に操れるようになった。両親と再会して最初にして貰いたいことは「抱っこ」。
当人は無自覚ながら王子や勇者としてのカリスマを備えており、周囲の人々を惹き付け、人の心を開かせる魅力を持つ。一方で肝の据わった一面もあり、一度覚悟を決めたらどんな事であろうと最後まで貫き通す強い信念も持ち合わせている。そうした部分には幼いながら既に勇者としての風格が漂っており、カデシュを驚嘆させた。
ソラ
テンの双子の妹。物語開始時は6歳（後に7歳）。テンとは顔は似ているが正反対の性格で、グランバニア王女としての自覚を持った、しっかり者の女の子。どちらかといえば性格は父親似。魔法の才能に長けていて、パーティをサポートする。また、本来ゲーム中では使うことのできないメラやギラの呪文も使うことができる。物語の終盤に、石化の呪いを解くことが出来る「ストロスの杖」に選ばれる。
両親を探す旅に出る前日のパーティーでは、天空の剣に選ばれたテンに対し劣等感を抱き深く落ち込んでしまうが、樹から落ちたテンをルーラで助けたことにより再び自信を取り戻す。その後、デモンズタワーでアームライオンの圧倒的な強さを前に仲間が倒れ行く様を見たり、サウスディケで人身売買の商品として売り飛ばされそうになったり、シャクバにストロスの杖を手に入れるための人質として拉致されたりと、壮絶なる試練にさらされることになる。しかし、テンやカデシュの後押しにより、次第に勇気と強さを持つようになる。最終話ではラインハットのコリンズと文通する仲になる。
人質として捕らえられたときも、彼女の優しい人柄ゆえに理解あるスカルアロウの船員にもてなされた。
サンチョ
先代王パパスの時代からグランバニアに仕える召し使い。生まれたときから親が行方不明だったテンとソラの親代わりのような存在。テンとソラを教え導き、また守り抜く事を誓っており、時には親のように叱ることもある、優しさと厳しさを兼ね備えた人物。また本人の気質として、子供の教育には特に厳しい面がある。スクルト・マヌーサなどの補助系の呪文が使える。
ゲーム中では城の横の小さな家で暮らしているが、この作中に限り城内で暮らしているような描写がされている。
ドリス
国王代行であり先代王の弟であるオジロンの娘。17歳。グランバニア王のいとこにあたる。つまり、テンとソラから見れば、いとこおばにあたる。
王族の女性という立場でありながら格闘技好きで、武術の使い手という設定であり徒手空拳による戦法を見せる。趣味は筋トレ。テンやソラにとっては姉のような存在で、友人でもある。王宮での暮らしに退屈しており、テン達の旅に途中参加。当初はカデシュとはそりが合わなかったが、やがて彼の事を大切な仲間として、また一人の男性として意識していくようになる。そのためミニモンからは強烈にライバル視される。
ビアンカの石化が解けた頃には二十歳前後となっている。
「青髪」「格闘技好き」などの設定は本作オリジナルのものである。単行本では当初プロフィール欄で「テンとソラのいとこ」と誤って記載されていたが、後に修正された。
カデシュ
本作のオリジナルキャラクター。天空の勇者を求めてグランバニアを襲撃した青年。性格は無愛想かつ無口。自分の素性や行動の目的などは話そうとしない、謎多き魔法使い。物語を通して徐々にテン達と打ち解けていくようになり、ソラにとっては呪文の師のような存在となる。また端正な容姿やクールな雰囲気と相俟って、王宮の女官から非常に人気がある。幼い頃のトラウマにより、カナヅチ。
実はストロスという小国の王子であり、本名を「カデシュ＝レアルド＝ストロス6世」という。しかし、魔物の襲撃により国は壊滅、家族や民の大半が命を落とし、自身は奇跡的に助かるも胸に深い傷を負う。以来、魔物を激しく憎み、魔物を根絶やしにするために天空の勇者を求める。テンとソラの両親を石像から助けるための秘宝「ストロスの杖」の継承者であったが、彼は杖に選ばれず、ソラが選ばれたことにより、彼は杖を譲る。その後、エンプルたちの襲撃によってヤグナーと共に異世界に残る事になり、以後消息は知れない。事件前にドリスに自身のペンダントを託す。
グランバニア王
テンとソラの父親。作中では呪いによって石像となって所在も不明であったが、ふとした事から所在が判明し、物語の最後にテンとソラに救出された。
また、名前は作者の意向によって決められていない。作中の人物からは様々な三人称で呼ばれる。
ビアンカ
テンとソラの母親。作中では呪いによって石像となって所在も不明であったが、テンとソラとグランバニア王によって無事救出された。外伝ではドリスやミニモンなどと親交があった事が明らかにされている。
本編の後日談では、3人目の子供を出産した。ただし、本作と小説版とは子供達の名前が異なっている。

### 仲間モンスター
テンとソラの父親が仲間にしたモンスターでとても頼れる仲間たち。
ゲレゲレ
テンとソラの両親が幼い頃助けたキラーパンサー。首には幼い頃ビアンカに結んでもらったリボンが結ばれている。パーティの主戦力ともいえる存在。冒険の旅が終わった後、チロル、ボロンゴ、プックルと名づけられた子供が生まれる。
スラリン
スライム。言葉は喋れず、「ピキー」などとしか言うことはできないが、呪文も扱える。体の弾力を活かしてテンのジャンプ力を上げることができる（ただし、出てきたのは第1巻のみ）
ホイミン
一応喋っているらしいホイミスライム（台詞はすべて「温泉マーク」で表現されている）。理解できるのはミニモンが通訳してくれたとき。ゲーム版とは違い、極めて無表情。また周囲の人物は殆ど反応しないが、様々な場面で奇妙な行動に走っている。回復呪文のホイミが得意。作者は「お気に入り」と語っている。
ダニー
不思議な踊りを踊ることで相手の魔力を下げることができるダンスニードル。サボテンモンスターなので体中トゲに覆われており、時には武器として有効に働く。
ドラきち
スラリン同様「ピキー」などとしか言うことができないドラキー。身体を丸めることでボールに擬態する事も可能。呪文（ラリホーなど）も扱える。
コドラン
ドラゴンキッズ。口から火炎を吐くことができるモンスター。テン・スラリンと一緒になってよくイタズラを仕掛けることが多いが、戦闘になるととても頼りになる。また、失言をしたミニモンを尻尾で叩いて制裁する事もある。
ミニモン
メスのミニデーモン。ビアンカとともに初めてグランバニアに行く途中だったテンとソラの父親に一目惚れし、彼の旅についていくことにした。危険を察知してはすぐさまいなくなる。魔族故に唯一モンスターメンバーの中で、言葉を話すことができる。そのため、他のモンスターの通訳もできる。昔、仲間にいじめられていたときビアンカに助けてもらったことがあり、それ以来ビアンカのことを「ビアンカ姐さん」と呼び、慕っている。かなりのミーハーで現在はカデシュにアタック中。カデシュと仲のいいドリスのことを恋敵と認識している。女性を見る目は男性と違って非常に厳しく、彼女が認めた女性はビアンカただ一人。

### グランバニア
上記以外のグランバニアの登場人物について記す。
オジロン
ドリスの父親。先代王パパスの弟であり、テンとソラから見れば、大叔父にあたる。ドリスが王女らしくなれることを願っている。
ピピン
グランバニアの兵士。ドリスを慕っている真面目な純情青年という設定は、本作独自のもの。
グランバニア大臣
オジロンが王位についていた時の大臣。
序盤に彼の亡骸が一行によって見つけられ、サンチョに哀れまれている。

### 紫の蜂
ラヴェリカ
盗賊団「紫の蜂」グランバニア支部の女ボス。デモンズタワーにあったテンとソラの両親の石像を盗み、サウスディケのオークションで父親の像を売り払う。幼い男の子が大好きで、テンを一目見て気に入り、手に入れようと画策する。セクシーな外見とは裏腹に、かなりの剣の使い手で、荒くれる手下をサーベル一本で従えている。また、呪文（マホトーンなど）やムチを使うこともできる。手下が失敗したときは罰を下す。
捕獲したテンに対し、はじめは低姿勢だったラヴェリカ。だが、彼がサンチョたちの脱獄に協力したため態度を一変。蜂の塔での一対一の勝負を挑んだ。テンのことを見くびっていたが、スキをつかれ一太刀を浴びせられたため戦慄し、一気に畳み掛ける。しかし、彼の「両親に会いたい」という強い思いによりライデインが放たれ、塔が崩壊。塔の上から落とされた時、敵であるテンとソラに助けられたことに心を打たれ、彼らに情報を提供する。
兄貴蜂
グランバニア地方を拠点に活動する「紫の蜂」の一味。マルコ、エンリコという2人の部下と共に行動している。いかつく、図体がでかいのが特徴。当初は盗賊らしく残酷なキャラクターとして登場したが、実際は義理人情に厚い人物として描かれた。
初めのうちはテンたちに敵対心を抱いていた。後にテンが親と生き別れになったと知り、共感。ラヴェリカに対し「テンを解放してほしい」と直訴した。そのためラヴェリカの逆鱗に触れ、サンチョ達と共に投獄されてしまうが、テンに助けられアジトから脱出し、人さらいに連れ去られたソラの救助にも協力した。その後は心を入れ替えたラヴェリカの元で、テン達に全面協力するようになる。
なお、作中で彼の名前が語られることは無く、兄貴蜂という呼称はサンチョが勝手に呼び始めたもの。幸宮チノのアシスタント達からは「ゴンベエ」と呼ばれていたらしい。
マルコ・エンリコ
兄貴蜂の部下でのんびりした方がマルコ、きりっとした顔立ちがエンリコ。
老婆
ラヴェリカの側近。水晶玉を使って遠くのものを見ることができる。ラヴェリカがテンを気に入ったのもこの老婆が水晶玉で見せたせい。

### スカルアロウ
オーゼルグ
海賊団「スカルアロウ」の船長。シャクバとヤグナーに騙され、テン一行を襲撃するが、その間に船を占領されてしまう。襲撃が陰謀であった事が分かるとテン一行と和解、伝説の秘宝「King Of Ocean（キングオブオーシャン）」を探し求めるため、そしてシャクバを懲らしめるために、テンとソラたちに協力する。シャクバの流したデマにより、部下だった船員から一度は攻撃を受けてしまうものの、最終的にはその誤解も解け、K・O・Oを自分の目で見た後にテン一行と別れを告げる。温厚で気さくな性格でとても人望のある頭だが、「裏切り者に対しては死あるのみ」という考えを持つように冷厳な一面も。
シャクバ
オーゼルグの腹心。短気で怒ると見境のなくなる危険人物で、オーゼルグとは違い子供であろうとも容赦はしない残忍な人物。切れ者扱いされているがエルプル曰わく周りのレベルが低いだけ。眉は剃っている。旧知の仲であるヤグナーと結託し、スカルアロウを乗っ取る。しかし、テンたちの協力によりオーゼルグに潜入され、船から追い出される。ついにはエンプルに愛想を尽かされ、テン達の駒を減らすための人間時限爆弾役をやらされ、爆死するという最期を遂げた。
エンプル
オーゼルグの傍にいるエンプーサ。一見すると陽気でボスに忠実なモンスターだが、それは私腹を肥やしたいがための演技であった。ストロス王国では、エンプルが求めていたK・O・Oを手に入れるために、自分にとっての足かせであるシャクバを容赦なく見殺しにする。その冷酷なやり方に激怒したテンがライデインを放ち、直撃を受け絶命した。
ヤグナー
サウスディケでソラが出会った男。カデシュの過去を知る人物。昔は軍にいたが、賞金の掛かっていたカデシュを追い求めるのに夢中になりすぎた結果、軍を解雇され恋人にも逃げられた。その後、不法売買に加担していた際にカデシュと再会、彼を捕らえる事に成功したが、同じく捕らわれていたソラとカデシュの思わぬ反撃により、輸送船を壊され計画は失敗。旧知の仲であるシャクバと共にスカルアロウをのっとり、ソラを誘拐し人質にとりK・O・Oの在り処を探ろうとするも、オーゼルグにより阻止される（この間にエンプルとは秘密裏に命を担保に契約を交わしている）。そして、K・O・Oの強奪に失敗し、死を覚悟したヤグナーはカデシュに対する異様な執着を見せ、彼を引き留め決闘に持ち込んだ。その後の消息は不明となっている。
グド
シャクバ達に捕まっていたソラの身の回りの世話を任された船員。巨漢で人と話すのが苦手なため威圧感があるが、根は優しく小心者で、オーゼルグを慕っている。スカルアロウでソラが最初に仲良くなった人物。ソラのことをお姫様と呼ぶ。
ヤガモト
スカルアロウの船員。初老の男性のようだがまだまだ現役。ソラのことを案じ、グドを含む他の仲間達と一緒に寂しがっていたソラを元気付けた。

### チゾット
カカラ
タータの母。テンとソラが生まれる前、つわりで倒れたビアンカを介抱してくれた女性。彼女の料理はグランバニアの料理で舌が肥えているであろうテン達の舌を唸らせるほどの美味しさ。
タータ
テンとソラと同い年の男の子でカカラの子供。気が弱く泣き虫で、同じ村の子供達からは仲間はずれにされていたが、テンが仲立ちをしてくれたことにより和解する。人質として紫の蜂の一味に捕縛されたとき、テンとソラに救出されたことをきっかけに、より強くなる決意をする。

### サウスディケ
コウ
サウスディケに向かう途中のテンとソラを助けた男。サウスディケ近郊の森に一人で暮らしている。
以前はサウスディケで自警団の仕事をしながら妻とテンと同い年ぐらいの息子の3人で暮らしていたが、ある日コウが捕まえたゴロツキが復讐として彼の妻子を襲い、妻子は命を落とした。それ以来コウはサウスディケを離れ、森の中で暮らしている。自宅には自警団当時に使っていたらしい剣が飾られてあり、諸事情で剣を使ったテンの剣術を見かねて手ほどきをする。

### シューベリー
ウミネコ
シューベリーでテン達が出会った孤児。仲間達と一緒に盗みをしながら毎日を生きており、口より先に手が出てしまう。また、シューベリーのいたるところにある抜け道を知っている。容姿や口調からは推察しにくいが、実は女の子。
始めは裕福な子供であるテンやソラに対して良い感情を持っていなかったが、シャクバに襲われ負傷したときホイミンに治療してもらったのをきっかけに、その考えを和らげる。シャクバに投獄された時に、テンたちが危険を冒してまで自分を牢から出してくれたことに感謝し、彼を友達として認め、その日以来テンの自慢話をするようになる。その後テンと再会した時に、彼への借りを返すべくソラの救出作戦へ参加しようとするが、「（とても危険だから）ウミネコたちを連れて行けない」と言われ、取り乱してしまう。しかしテンの言葉の真意は理解しており、最終的には仲直りし、出航の際はテンを明るく送り出した。
カジカ
ウミネコの仲間。パンを盗もうとして失敗した時、テン達にケガを治してもらった。
イカナゴ
ウミネコの仲間。カジカの危機をウミネコに知らせた時に、テン達と出会う。金持ちは信用しないが、テンたちのことは信用している。

### ラインハット
ヘンリー
テンとソラの父親の友人。ラインハットの先代王の第一王子。現在は弟のデール国王を補佐しながらラインハットで暮らしている。幼少期にテンとソラの父親と出会い、共に奴隷生活を送るが、後に当時奴隷だった妻のマリアを含め3人で脱走する。テンとソラと同い年の息子、コリンズに手を焼いているが、それでも目に入れても痛くないほど可愛がっている。コリンズのイタズラ好きは彼譲り。現在、友人の頼みで天空の勇者の武具である「天空の盾」を預かっている。
マリア
ヘンリーの妻で元は同じ奴隷だった。グランバニア王、ヘンリーと共に脱走し、海辺の修道院で過ごしていたが、その後にヘンリーの妻となる。ヘンリー曰く、最初はテンとソラの父親が好きだったとの事。
コリンズ
ヘンリーとマリアの一人息子でラインハットの公子。叔父に子供がいないため王世子である。外見は幼い頃のヘンリーにそっくり。父親に似てイタズラ好きな男の子。テン、ソラと同い年。
多忙のため、自分になかなか構ってくれない父の気を引くために、イエティの子を捕まえようとしたが、その事が母親イエティの怒りを買い襲われそうになった。ヘンリーに諭され、イエティの大事な子供を奪おうとしたことを反省する。最終話では姿は見せないものの、ソラと文通する仲になる。
デール
ヘンリーの義理の弟。ラインハットの現国王。

### サラボナ
ルドマン
サラボナ一の大富豪。一人娘のフローラのことを大事にしている。テンとソラの両親とも面識があり、天空の盾の以前の持ち主でもある。
フローラ
ルドマンの一人娘で、テンとソラの両親とは知り合いである。温かく、穏やかで大らかな性格の女性。戦闘能力に乏しいものの、ベホイミの回復呪文を覚えており、自ら盾になりアンディの身を守ったりと度胸の据わった一面も。夫のアンディとは幼馴染でテンとソラの両親の後に結婚したと思われる。現在はアンディと幸せな結婚生活を送っている。
アンディ
フローラの幼馴染で夫。魔法の修行をしていたことがあるので、ある程度の魔法が使える。昔、フローラの婚約者の権利を巡り、テンとソラの父親に対抗意識を燃やすも、炎のリングを取りに行く最中にケガをして彼に助けてもらったことがある。探していたトルペカを見つけた途端に木の根っこにつまづいて崖から転落したりと不器用な所もあるが、フローラを必死にベロゴンから守ろうとするなど、非常に勇敢な人物でもある。

### ジドルディドル
トウヤ
妹のミミと一緒にジドルディドルに住む青年。5年前に父を（間接的にせよ）殺した町長を憎んでいたが、ジドルディドルの秘密を明かされたことで和解している。ドリスに好意を抱いており、カデシュとドリスの仲を気にしていた。また、事件の後は父親の跡を継ぎ「リンガー」となっている。
ミミ
トウヤの妹。幼い頃にあったある事件のせいでトウヤが町長に対し憎んでいることを寂しく思っている。髪飾りを集めていて、その1つをソラにプレゼントする。
サダク
トウヤとミミの父親。妻を亡くしたためジドルディドルに移住してきたが、テン、ソラの来る5年前に病死している。ジドルの塔の鐘を鳴らすことのできる「リンガー」であったが、彼の死により、トウヤが「リンガー」を継ぐまでの間、鐘は一度も鳴らされなかった。
ダビドフ
ジドルディドルの現町長。サダク親子が町にやってきたときは歓迎したが、サダクが偶然町の秘密を知ってしまったことで彼に不信感を抱き始めてしまい、5年前に酒場で聞いた「宝などはない」という言葉によりサダクがそれを洩らしたのだと誤解し、サダクを糾弾してその結果死に至らしめた。双子一行により秘密が暴かれたことで肩の荷が降りたようで、トウヤとも和解する。
ピッドル
ジドルディドルの住民。朝から酒に酔っ払っており、余所者であるトウヤとミミを「疫病神」として忌み嫌っている。ただ、当人も三代前にジドルディドルに移住してきた元・ヨソ者であり、5年前から続く住民同士の不仲の原因ともなった。

### ストロス
スザヤ
かつてストロス国に仕えていた老人。王族に書を教える書士をしていた。ストロス訛りで喋る。襲撃の数時間ほど前に王より買い物を頼まれて国を離れていたために難を逃れており、彼が帰ってきた時にはすべて終わってしまっていたあとだった。それ以来徐々に視力を失うも、飼い犬のガルと共に跡地で墓を作り続けながらストロス国で暮らしている。カデシュから国を離れて真実を伝える語り手になってほしいと頼まれていたが、ヤグナー達との戦いで異空間に残ったカデシュの帰りを待つため国に残ると、ストロスを離れる双子一行を見送った。
ガル
スザヤの飼い犬。子犬の頃にカデシュと遊んだことがあり、成長した今でもカデシュを覚えていたほか、双子一行には吠えずヤグナー一行はすぐに敵と判断するなど非常に利口な犬。

### その他の人物
プクンパ
キマッザ湖でテンたちが倒したモンスター。負けたことにより改心し、のちにテンたちの冒険を救いに駆けつける。
しびれくらげ
迷子になったしびれくらげ。母親を捜して海をさまよい、テンたちの船に迷い込んできた。同じく親を捜しているという双子と仲良くなり、泣きながら電撃を放っても双子のことはしびれさせなかった。
エンプルが船にやってきたことで、しびれくらげは電撃を放つことができたら一人前で、親離れ子離れの時期であることが判明。しびれくらげ自身もそれに薄々感づいていたようで、エンプルに見抜かれたことでようやく自立する決心がつき、双子たちに見送られながら旅立った。6匹の兄弟がいるらしく、既に親離れを迎えた模様。母親も心配だったようで、物語の最後に遠くから旅立ちを見送っている。

## 原作（ゲーム『ドラゴンクエストV (SFC版)』）との相違点
- ゲームには存在しない地名やキャラクターが登場する。
- 呪文を使う際、特別な詠唱を行う描写がある。
- ソラ（女の子）がメラやギラの魔法を唱える。
- 父親との再会シーンにおいて、漫画ではテンやソラが涙を流す描写があるが、ゲームにはそういった雰囲気は見られない。ただし、テンの「お父さんのこといっぱい、いっぱい探したんだよ」という台詞はゲーム中でも同じ発言がある。
- 石像にされたグランバニア王とビアンカがサウスディケの地下競売場で取引される。原作（SFC版）では詳細な場所は不明（リメイクのPS2版やDS版では、オークション跡地として登場している）。また、グランバニア王の石像は2000Gで落札されるが、これは原作での落札金額と同額である。
- グランバニア王が結婚した後に、天空の盾がラインハットのヘンリーの元に託される。
- ストロスの杖について大幅なオリジナル設定が加えられている。カデシュの祖国ストロスの秘宝とされ、王家の血を継ぐ者（のみに伝えられる詠唱）だけがその保管場所に入るカギとなる。カデシュは「ストロスの杖を扱える人間はいない」と推測するも、ソラの潜在能力に杖が呼応し、カデシュよりそのまま託される事となった。

## 書誌情報

### 掲載雑誌の変遷
1997年当初の連載誌は『月刊少年ギャグ王』であったが、1999年の『ギャグ王』休刊に伴い、季刊誌であった『Gファンタジー増刊ステンシル』に移籍。しかし2000年には休刊、2001年に『月刊ステンシル』として復刊するまで約1年もの間連載は中断された。その『月刊ステンシル』も2003年で休刊し、『月刊Gファンタジー』に移籍、2004年に完結している。
- 月刊少年ギャグ王（1997年9月号 - 1999年4月号）
- Gファンタジー増刊ステンシル（1999年夏号 - 2000年春号）
- 月刊ステンシル（2001年3月号 - 2003年5・6月合併号）
- 月刊Gファンタジー（2003年6月号 - 2004年7月号）

単行本の発売間隔も不安定であり、特に4巻と5巻の間は1年8ヶ月ものブランクがある。また、単行本レーベルの名義も、全11巻のうち1～3巻は「ギャグ王コミックス」、4巻と9～11巻は「Gファンタジーコミックス」、5巻～8巻は「ステンシルコミックス」と分かれている。ただし、本のサイズは新書版サイズに統一されている（4巻と9巻以降ではGファンタジーコミックスのロゴが変わっているため本棚に並べると4種類のロゴになる）。
また、掲載誌が少年誌から一時少女誌に移ったことにより、子供向けだったものが恋愛ネタも組み込まれるようになるなど内容の方向性も微妙に変化している。同時に画風も少し変わっている（キャラクターに鼻がつくなど）。

### 単行本一覧
|    | タイトル                     | 初版発行日             | ISBN          | レーベル                | 掲載誌                      |
| -- | ---------------------------- | ---------------------- | ------------- | ----------------------- | --------------------------- |
| 1  | ドラゴンクエスト 天空物語 1  | 1998年4月12日初版発行  | 4-87025-265-1 | ギャグ王コミックス      | 月刊少年ギャグ王            |
| 2  | ドラゴンクエスト 天空物語 2  | 1998年10月12日初版発行 | 4-87025-381-X | ギャグ王コミックス      | 月刊少年ギャグ王            |
| 3  | ドラゴンクエスト 天空物語 3  | 1999年3月12日初版発行  | 4-87025-463-8 | ギャグ王コミックス      | 月刊少年ギャグ王            |
| 4  | ドラゴンクエスト 天空物語 4  | 1999年10月27日初版発行 | 4-7575-0106-4 | Gファンタジーコミックス | Gファンタジー増刊ステンシル |
| 5  | ドラゴンクエスト 天空物語 5  | 2001年6月27日初版発行  | 4-7575-0451-9 | ステンシルコミックス    | 月刊ステンシル              |
| 6  | ドラゴンクエスト 天空物語 6  | 2001年10月27日初版発行 | 4-7575-0552-3 | ステンシルコミックス    | 月刊ステンシル              |
| 7  | ドラゴンクエスト 天空物語 7  | 2002年6月27日初版発行  | 4-7575-0693-7 | ステンシルコミックス    | 月刊ステンシル              |
| 8  | ドラゴンクエスト 天空物語 8  | 2003年3月31日初版発行  | 4-7575-0908-1 | ステンシルコミックス    | 月刊ステンシル              |
| 9  | ドラゴンクエスト 天空物語 9  | 2003年10月27日初版発行 | 4-7575-1046-2 | Gファンタジーコミックス | 月刊Gファンタジー           |
| 10 | ドラゴンクエスト 天空物語 10 | 2004年4月27日初版発行  | 4-7575-1174-4 | Gファンタジーコミックス | 月刊Gファンタジー           |
| 11 | ドラゴンクエスト 天空物語 11 | 2004年8月27日初版発行  | 4-7575-1239-2 | Gファンタジーコミックス | 月刊Gファンタジー           |